# Menhiranlage von Gardelegen
Die Menhiranlage von Gardelegen ist eine nur in Resten erhaltene vorgeschichtliche Menhiranlage in Gardelegen im Altmarkkreis Salzwedel, Sachsen-Anhalt. Sie wurde erst Anfang der 1990er Jahre als solche erkannt.

## Lage
Die Menhiranlage befindet sich gut 3 km südlich von Gardelegen am Rand einer vom Hospitalforst umgebenen Wiese. Diese Stelle bildet gleichzeitig den Übergang vom sandigen Gelände zu einer moorigen Niederung.

## Beschreibung
Die Anlage besteht heute noch aus fünf größeren Steinen, die von Süden nach Norden mit den Zahlen 1 bis 5 nummeriert sind. Die Steine 1–4 bilden eine leicht verschobene südost-nordwestlich verlaufende Reihe von 17 m Länge. Stein 5 steht 14 m nordöstlich von Stein 4. Alternativ kann die Stellung der Steine 1, 2, 3 und 5 auch als Kreisabschnitt von 30 m Länge angesehen werden. Nach Lothar Mittag könnte es sich bei der Anlage um den Rest eines Steinkreises handeln. Drei oder vier Steine sind aufgerichtet; zwei weisen Schälchen auf (der größte mehr als 50, ein weiterer zwischen 30 und 40), ein weiterer Stein weist Wetzspuren auf.
Stein 1 ist rundlich und besteht aus rotem Granit. Er hat eine Höhe von 1,15 m, eine Breite von 1,0 m und eine Dicke von 0,5 m. Zwischen ihm und Stein 2 liegen mehrere kleinere Steine.
Der zweite Stein ist grob rechteckig und besteht aus grau-rotem Granit. Er hat eine Höhe von 1,4 m, eine Breite von 1,3 m und eine Dicke von 0,7 m. Direkt nördlich dieses Steins liegen weitere kleinere Steine.
Der dritte Stein läuft nach oben spitz zu und besteht aus rötlichem Granit. Er hat eine Höhe von 0,85 m, eine Breite von 0,8,4 m und eine Dicke von 0,6 m.
Der vierte Stein ist von unregelmäßiger Form und besteht aus rotem Granit. Er hat eine Höhe von 1,3 m, eine Breite von 0,8 m und eine Dicke von 0,8 m.
Der fünfte Stein ist von grob dreieckiger Form und besteht aus grauem Granit. Er hat eine Höhe von 1,2 m, eine Breite von 1,1 m und eine Dicke von 0,8 m.